# Goduria carnale
Goduria carnale (Inside Jennifer Welles) è un film pornografico statunitense del 1977 diretto da Jennifer Welles e, non accreditato, Joseph W. Sarno, con protagonista la stessa Welles, un'attrice pornografica statunitense principalmente attiva in film softcore e hardcore negli anni settanta, sebbene avesse iniziato la sua carriera d'attrice alla fine degli anni sessanta in pellicole di genere sexploitation. Questo presunto film autobiografico è considerato uno dei classici della Golden Age of Porn.
L'attribuzione ufficiale della regia di Goduria carnale è data a Jennifer Welles, anche se il film venne diretto in realtà da Joseph W. Sarno in forma anonima.

## Trama
Il film racconta la storia di una matura attrice porno e ha il suo apice in due scene/momenti particolari: quando risponde all'interesse mostrato da due ventenni facendo sesso con entrambi contemporaneamente (rispondendo alle fantasie erotiche del fare sesso con una donna più grande) e quando fa sesso con 9/10 uomini riuscendo passionalmente a soddisfarli tutti (scena finale)